# 胡克 (喬治亞州)
胡克（英語：Hooker）是位於美國喬治亞州戴德縣的一個非建制地區。該地的面積和人口皆未知。

## 地理
胡克的座標為34°58′44″N 85°26′02″W / 34.97889°N 85.43389°W，而該地的平均海拔高度為260米（即853英尺）。